# 아키모토 야스토모

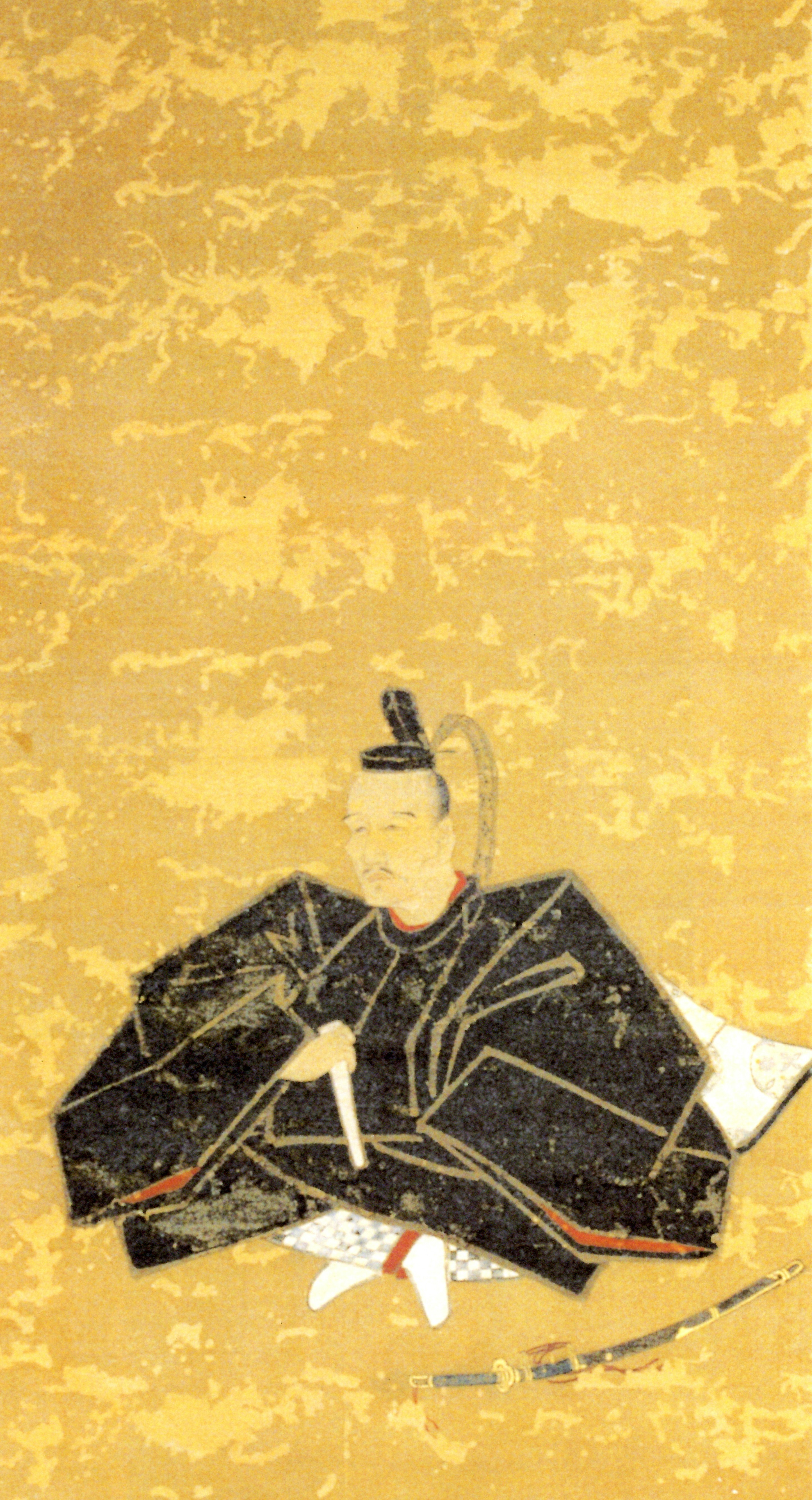
아키모토 야스토모

아키모토 야스토모(일본어: 秋元泰朝, 1580년 ~ 1642년 12월 14일)는 아즈치모모야마 시대부터 에도 시대 전기까지의 무장, 다이묘이다. 다테바야시번 아키모토가(川越藩秋元家) 제2대 당주. 도쿠가와 이에야스의 측근(近習出頭人)이었다.
| 전임 아키모토 나가토모 | 제2대 소자 번 번주 (아키모토가) 1628년 ~ 1633년 | 후임 폐번 |

| 전임 도리이 다다후사 | 제1대 야무라 번 번주 (아키모토가) 1633년 ~ 1642년 | 후임 아키모토 도미토모 |